# Помазанівка
Пома́занівка — село в Україні, у Ляшківській сільській територіальній громаді Дніпровського району Дніпропетровської області.
Площа — 0,186 км², домогосподарств — 12, населення — 26 осіб.

## Географія
Село Помазанівка знаходиться на правому березі річки Оріль, вище за течією на відстані 2 км розташоване село Залелія, нижче за течією на відстані 2,5 км розташоване село Турове, на протилежному березі — село Бабайківка. До села примикають болота та лісові масиви.

## Історія
До 1997 року село підпорядковувалось Ляшківській сільській раді, а 18 квітня 1997 року увійшло до складу новоствореної Залеліївської сільради.

## Населення

### Мова
Розподіл населення за рідною мовою за даними перепису 2001 року:
| Мова       | Відсоток |
| ---------- | -------- |
| українська | 100%     |